# ハム-ミンデン線
ハム-ミンデン線 （ハム-ミンデンせん、ドイツ語: Bahnstrecke Hannover–Minden）とは、ドイツ連邦共和国ノルトライン＝ヴェストファーレン州ハムのハム駅から同ミンデンのミンデン駅に至る全長112kmのドイツ鉄道の路線である。

## 概要
ルール地方とドイツ北東部を結ぶ重要幹線を構成しており、全線が複々線である。複々線のうち主に旅客列車が使用する急行線（1700号線）の最高速度200km/h、主に貨物列車が利用する緩行線（2990号線）の最高速度は120km/hである。

## 歴史
1847年10月15日にケルン・ミンデン鉄道株式会社（ドイツ語: Cöln–Mindener Eisenbahn-Gesellschaft, CME）によってケルン・メッセ/ドイツ駅からミンデン駅に至るケルン・ミンデン鉄道本線の一部として開業した。同日には王立ハノーファー邦有鉄道ハノーファー-ミンデン線も開業した。当初は複線であったがプロイセンの東西間の輸送および国際鉄道網の発達に伴い20世紀初頭に複々線化された。 電化は1960年代半ばに行われた。

### 高速化試験
1973年に西ドイツ政府により策定された連邦交通路計画ではドルトムント - ハノーファー - ブラウンシュヴァイク間を結ぶ路線は主要8路線の一つに含められた。同年にはギュータースロー - ノイベックム間で最高速度250km/hでの高速運行試験が行われた。9月には103 118号機で最高速度252.9km/hを記録した。

### 高速化
1980年にはハム - ブラックヴェーデ間58.0kmの最高速度が200 km/hに引き上げられた。1985年半ばには103 003号機がブラックヴェーデ - ノイベックム間で283km/hを、同年11月26日にはICE V列車がギュータースロー - ハム間で 317 km/hを記録した。

## 列車
ベルリン - ハノーファー - ハム間ではICE10系統が1時間おきに運行されている。さらにドルトムント、エッセン、デュースブルク、ケルン・メッセ/ドイツ駅、ケルン/ボン空港駅、ハーゲン、ヴッパータール、ケルン中央駅などへ運行される。 他の系統のICおよびICEも存在する。レギオナルエクスプレスおよびレギオナルバーンについてはミンデン駅とケルン/ボン空港駅を結ぶRE6系統が1時間おきに運行されているほか、RE70系統、RE78系統、RB61系統、RB67系統、RB69系統も一部区間を経由する。